# Центр різноманітності
Центр різноманітності — це регіон з високим ступенем спадкової мінливості для певного біологічного таксона рослин (наприклад, родини, роду чи виду), який також може бути центром походження тієї групи. Центри різноманітності і походження часто, але не завжди, збігаються і ступінь цього збігу лишається об'єктом наукових дебатів. В обох цих зонах організми мали можливість впродовж багатьох поколінь, за допомогою мутацій, виробити стійкість проти патогенів.
Термін центр різноманітності ввів російський учений Микола Вавилов і американський учений Джек Гарлан. 1926 року Вавилов опублікував дослідження Центри походження культурних рослин, в якому навів 10 таких центрів:
- 1 — Китай: салат, ревінь, соя і турнепс;
- 2 — Індія: огірок, рис, манго і азійський бавовник;
- 2a — Індокитай: банан, кокос і рис;
- 3 — Центральна Азія (північна Індія, Афганістан і Туркменістан): мигдаль, яблуко, льон і сочевиця;
- 4 — Близький Схід: люцерна, капуста і жито;
- 5 — Узбережжя й прилеглі території Середземного моря: селера, нут і тверда пшениця;
- 6 — Ефіопія: кава, зернове сорго і просо;
- 7 — Південна Мексика і Центральна Америка: кукурудза, місяцеподібна квасоля, папая і бавовник звичайний;
- 8 — Північний захід Південної Америки (Болівія, Еквадор і Перу): картопля, помідор і бавовник з довгими волокнами;
- 8a — Острови Чилі: картопля[3].

Пізніше Вавилов додатково ввів поняття вторинних центрів різноманітності.